# جیسون جیمز ریختر
جیسون جیمز ریختر (انگلیسی: Jason James Richter؛ زادهٔ ۲۹ ژانویهٔ ۱۹۸۰) یک هنرپیشه اهل ایالات متحده آمریکا است. وی از سال ۱۹۹۳ میلادی تاکنون مشغول فعالیت بوده‌است.
از فیلم‌ها یا برنامه‌های تلویزیونی که وی در آن نقش داشته است می‌توان به ویلی آزاد، ویلی آزاد ۲، آخرین خشم و جنگجو اشاره کرد.